# Circoscrizione elettorale Campania (Regno d'Italia)
La circoscrizione elettorale Campania è stata una circoscrizione elettorale di lista del Regno d'Italia per l'elezione della Camera dei deputati.

## Storia
La circoscrizione fu creata con l'istituzione del collegio unico nazionale tramite regio decreto del 13 dicembre 1923, n. 2694.
Sulla base del censimento della popolazione del 1921, alla circoscrizione vennero assegnati 49 deputati (33 per la lista prevalente e 16 per le liste di minoranza) rispetto ai 58 stabiliti per le corrispondenti province fino alle elezioni del 1921.
La circoscrizione fu abolita con legge 15 febbraio 1925, n. 122.
| Legislature     | VIII | IX   | X    | XI   | XII  | XIII | XIV  | XV   | XVI  | XVII | XVIII | XIX  | XX   | XXI  | XXII | XXIII | XXIV | XXV  | XXVI | XXVII | XXVIII | XXIX | XXX  |
| --------------- | ---- | ---- | ---- | ---- | ---- | ---- | ---- | ---- | ---- | ---- | ----- | ---- | ---- | ---- | ---- | ----- | ---- | ---- | ---- | ----- | ------ | ---- | ---- |
| Elezioni        | 1861 | 1865 | 1867 | 1870 | 1874 | 1876 | 1880 | 1882 | 1886 | 1890 | 1892  | 1895 | 1897 | 1900 | 1904 | 1909  | 1913 | 1919 | 1921 | 1924  | 1929   | 1934 | 1939 |
| Deputati eletti |      |      |      |      |      |      |      |      |      |      |       |      |      |      |      |       |      |      |      | 49    |        |      |      |
|                 |      |      |      |      |      |      |      |      |      |      |       |      |      |      |      |       |      |      |      |       |        |      |      |
| Totale eletti   | 443  | 493  | 493  | 508  | 508  | 508  | 508  | 508  | 508  | 508  | 508   | 508  | 508  | 508  | 508  | 508   | 508  | 508  | 535  | 535   | 400    | 400  |      |
| Numero collegi  | 443  | 493  | 493  | 508  | 508  | 508  | 508  | 135  | 135  | 135  | 508   | 508  | 508  | 508  | 508  | 508   | 508  | 54   | 40   | 15    | 1      | 1    |      |

## Territorio
Comprendeva le province di Avellino, Benevento, Caserta, Napoli e Salerno e aveva come capoluogo Napoli.

## Dati elettorali
| Partito                            | Partito                            | Risultati 6 aprile 1924 | Risultati 6 aprile 1924 | Risultati 6 aprile 1924 | Seggi | Seggi |
| Partito                            | Partito                            | Voti                    | %                       | ±                       | Num   | ±     |
| ---------------------------------- | ---------------------------------- | ----------------------- | ----------------------- | ----------------------- | ----- | ----- |
|                                    | Nazionale                          | 457 740                 | 76,35                   | n.d.                    | 33    | n.d.  |
|                                    | Opposizione costituzionale         | 33 377                  | 5,57                    | n.d.                    | 4     | n.d.  |
|                                    | Liberale                           | 27 708                  | 4,62                    | n.d.                    | 3     | n.d.  |
|                                    | Popolare                           | 20 187                  | 3,37                    | n.d.                    | 2     | n.d.  |
|                                    | Socialista massimalista            | 13 683                  | 2,28                    | n.d.                    | 2     | n.d.  |
|                                    | Comunista                          | 11 684                  | 1,95                    | n.d.                    | 1     | n.d.  |
|                                    | Socialista unitario                | 11 148                  | 1,86                    | n.d.                    | 1     | n.d.  |
|                                    | Democratico sociale                | 9 378                   | 1,56                    | n.d.                    | 1     | n.d.  |
|                                    | Liberale                           | 7 800                   | 1,30                    | n.d.                    | 1     | n.d.  |
|                                    | Opposizione costituzionale         | 4 796                   | 0,80                    | n.d.                    | 1     | n.d.  |
|                                    | Repubblicano                       | 1 686                   | 0,28                    | n.d.                    | 0     | n.d.  |
|                                    | Liberale                           | 357                     | 0,06                    | n.d.                    | 0     | n.d.  |
|                                    |                                    |                         |                         |                         |       |       |
| Iscritti                           | Iscritti                           | 1 102 598               | 100,00                  |                         |       |       |
| ↳ Votanti (% su iscritti)          | ↳ Votanti (% su iscritti)          | 620 777                 | 56,30                   | n.d.                    |       |       |
| ↳ Voti validi (% su votanti)       | ↳ Voti validi (% su votanti)       | 599 544                 | 96,58                   |                         |       |       |
| ↳ Schede non valide (% su votanti) | ↳ Schede non valide (% su votanti) | 21 233                  | 3,42                    |                         |       |       |
| ↳ Astenuti (% su iscritti)         | ↳ Astenuti (% su iscritti)         | 481 821                 | 43,70                   |                         |       |       |

|  | Matteo Adinolfi      |  | Luigi Maria Foschini        |  | Roberto Bencivenga           |
|  | Gaetano Alberti      |  | Alberto Geremicca           |  | Roberto Bracco               |
|  | Federico Baistrocchi |  | Bartolo Gianturco           |  | Enrico Presutti              |
|  | Giuseppe Beneduce    |  | Paolo Greco                 |  | Angelo Pezzullo              |
|  | Vincenzo Bianchi     |  | Amedeo Mammalella           |  | Giuseppe Barattolo           |
|  | Antonio Bifani       |  | Riccardo Mesolella          |  | Ferdinando Palma             |
|  | Gian Alberto Blanc   |  | Giuseppe Augusto Pavoncelli |  | Giulio Rodinò                |
|  | Biagio Borriello     |  | Alfredo Petrillo            |  | Giambattista Bosco Lucarelli |
|  | Eduardo Brescia      |  | Giovanni Porzio             |  | Arnaldo Lucci                |
|  | Roberto Cantalupo    |  | Pelagio Rossi               |  | Corso Bovio                  |
|  | Antonio Casertano    |  | Giunio Salvi                |  | Luigi Alfani                 |
|  | Paolo De Cristofaro  |  | Luigi Sansone               |  | Arturo Labriola              |
|  | Alfredo De Marsico   |  | Antonio Scialoja            |  | Giovanni Persico             |
|  | Augusto De Martino   |  | Andrea Torre                |  | Alfonso Rubilli              |
|  | Enrico De Nicola     |  | Fulco Tosti di Valminuta    |  | Manlio D'Ambrosio            |
|  | Mattia Farina        |  | Achille Visocchi            |  |                              |
|  | Pietro Fedele        |  | Giovanni Amendola           |  |                              |

Il deputato Presutti optò per la circoscrizione Abruzzi e Molise e risultò eletto il deputato Raffaele De Caro (primo dei non eletti della stessa lista). 
Per morte del deputato Palma l'11 novembre 1925, risultò eletto il deputato Luigi Pascale (primo dei non eletti nella stessa lista).